# Cuirassa
|  | Per a altres significats, vegeu «Cuirassa (tortugues)». |

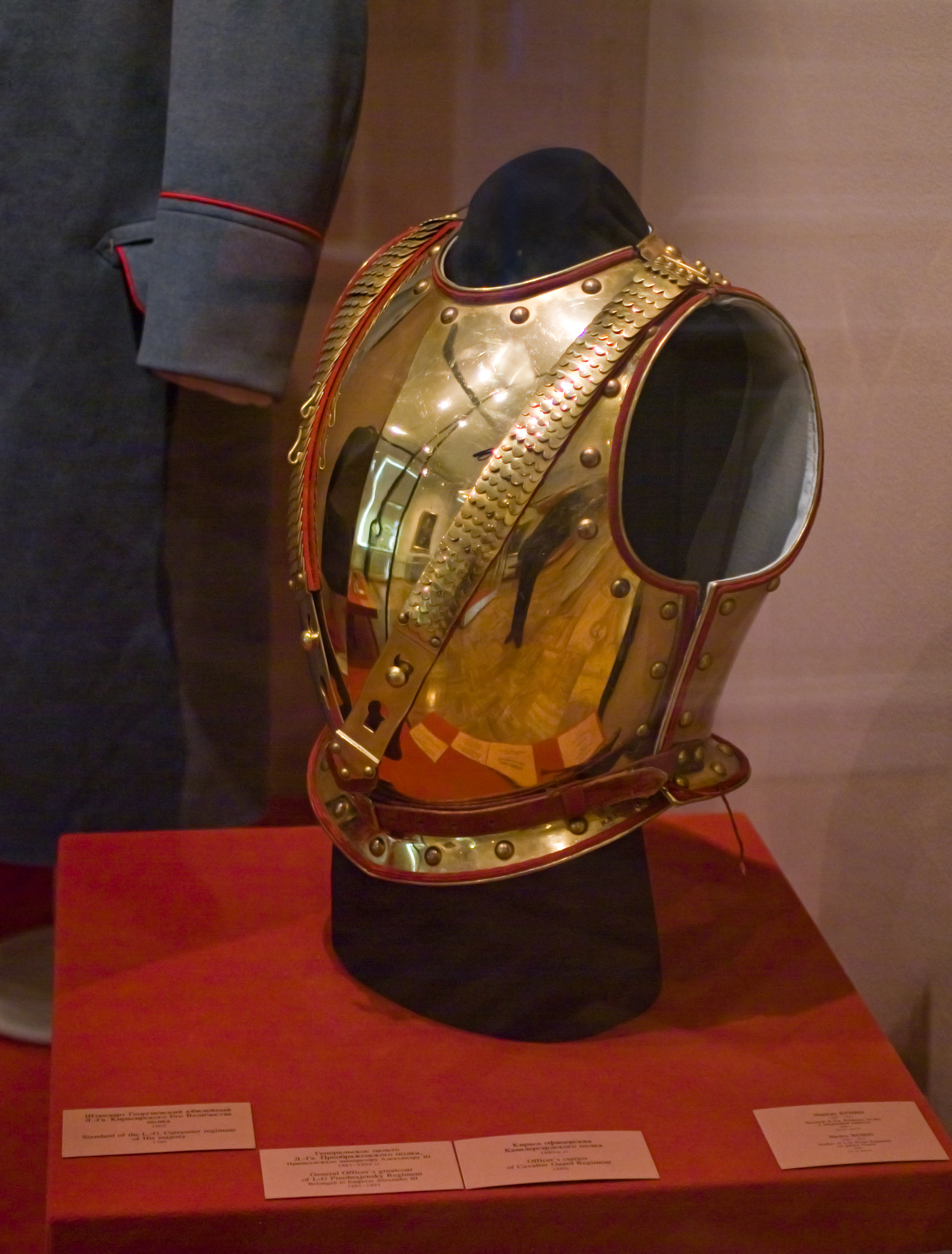
Cuirassa russa de 1880

La cuirassa és una peça d'armadura dissenyada per a protegir el tors. Originalment es tractava d'una sola peça pectoral de cuir bullida i modelada amb la forma desitjada. Per extensió també es denominen cuirasses les armadures formades per dues peces fetes de cuir o metall. La cuirassa sí que es compon de dues seccions principals, la placa frontal i la placa dorsal, que en general s'uneixen amb una frontissa a la part dreta del tors i una fixació a la banda esquerra a través d'un sistema de passadors i ganxos. Sobre les cuirasses de cuir es poden cosir elements metàl·lics o tires de cuir per tal de fer una cuirassa reforçada o cota. Aquestes defenses van seguir en ús més temps que qualsevol altra peça d'armadura.
En l'antiga Grècia i Roma la musculatura masculina s'idealitzava en la forma de la cuirassa. A final del segle xiv la cuirassa es va perdre en relació amb l'armadura de plaques. A principis del segle xv, l'armadura de plaques, incloent la cuirassa, va començar a ser usada sense capa, però el darrer quart del segle s'usava un tabard sobre l'armadura, però mentre la vestimenta sobre l'armadura s'anava perdent, petites peces de diferents formes i mides s'uniren a l'armadura per defensar els punts vulnerables i on no eren necessaris, es perdien. Les cotilles per pit i esquena van ser usades per soldats a peu al segle xvii, mentre que els genets estaven equipats amb cuirasses més pesants i fortes.
A partir de Napoleó els cuirassers constituïren un dels cossos d'elit components de la cavalleria pesant. Al llarg del segle xix la lligadura més característica dels cuirassers fou un casc d'imitació clàssica, amb cimera sovint coronada de plomall, similar al casc de dragó del mateix període.